# Hillside (Nueva Jersey)
El municipio de Hillside (en inglés: Hillside Township) es un municipio ubicado en el condado de Union en el estado estadounidense de Nueva Jersey. En el año 2007 tenía una población de 21,320 habitantes y una densidad poblacional de 2,961 personas por km².

## Geografía
El municipio de Hillside se encuentra ubicado en las coordenadas 40°41′44″N 74°13′43″O / 40.69556, -74.22861.

## Demografía
Según la Oficina del Censo en 2007 los ingresos medios por hogar en la localidad eran de $59,136 y los ingresos medios por familia eran $64,635. Los hombres tenían unos ingresos medios de $39,439 frente a los $31,817 para las mujeres. La renta per cápita para la localidad era de $21,724. Alrededor del 5.3% de la población estaba por debajo del umbral de pobreza.